# Boletina gusakovae
Boletina gusakovae är en tvåvingeart som beskrevs av Zaitzev 1994. Boletina gusakovae ingår i släktet Boletina och familjen svampmyggor. Arten är reproducerande i Sverige. Inga underarter finns listade i Catalogue of Life.